# Bagram
Bagram è una città 60 km a nord di Kabul in Afghanistan, vicino a Charikar. Fu costruita al punto di congiunzione fra le valli di Ghorband e di Panjshir, divenendo un punto di passaggio per l'India sulla via della seta, verso Kabul e Bamiyan.

## Storia
Sebbene non si abbiano informazioni sulla fondazione della città, si sa che già esisteva nel  500 a.C.,  dato che Ciro il Grande la distrusse  durante una campagna nella regione contro i nomadi. La città fu ben presto ricostruita dal suo successore Dario I.
Nel 320 a.C., Alessandro Magno conquistò l'antica città e vi stabilì una colonia fortificata, ribattezzata Alessandria del Caucaso. La nuova città era costruita sul modello delle città greche, secondo lo schema ippodameo che prevedeva tre assi longitudinali, orientati in direzione est-ovest, intersecati da assi perpendicolari, orientati in direzione nord-sud: l'intersezione di questi assi formava isolati rettangolari. Le fortificazioni erano rinforzate da torri agli angoli delle mura.

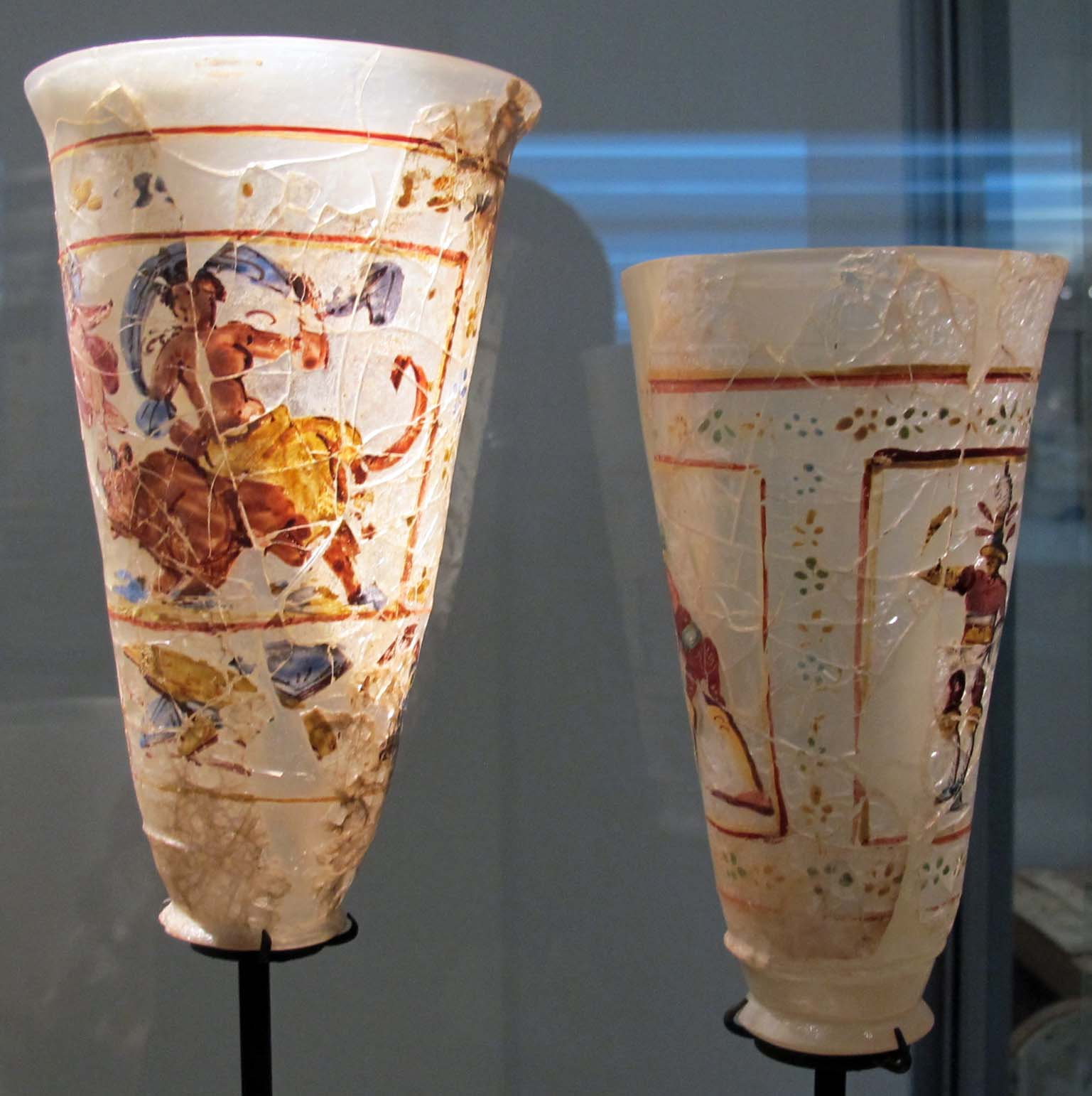
Bicchiere con decoro dipinto (Ganimede), dal tesoro di Bagram, vetro, I secolo

Con lo sviluppo dell'impero Maurya, il fondatore dell'impero Chandragupta Maurya si scontrò con le forze macedoni di Seleuco I nel 305 a.C. Al termine del breve conflitto, Gandhāra, Arachosiae e la regione a sud di Bagram (l'estremo  sud-est dell'odierno Afghanistan) caddero sotto il controllo dei Maurya. Durante i 120 anni di dominio Maurya, a Bagram e nal sud dell'Afganistan venne introdotto il Buddhismo, che divenne una delle maggiori religioni della regione con lo Zoroastrismo e le locali religioni intinte di paganesimo.
Bagram divenne parte della capitale dell'impero Kusana durante il I secolo. I rinvenimenti archeologici battezzati  il tesoro di Bagram sono indicativi, per la loro varietà, degli intensi scambi commerciali fra l'impero Kusana e tutti i maggiori centri culturali durante l'età classica, data la posizione centrale dell'impero nelle vie commerciali.
Come molti altri siti storici in Afghanistan, Bagram è stata depredata di antichi manufatti durante gli anni seguiti alla disfatta del regime comunista. Oggi Bagram ospita la strategica Base Aerea di Bagram luogo di partenza della maggior parte delle attività aeree statunitensi in Afghanistan. A seguito dell'invasione americana dell'Afghanistan, ha avuto sede anche una Provincial Reconstruction Team (Squadra di Ricostruzione Provinciale) guidata dagli stessi Stati Uniti.

## Storia recente

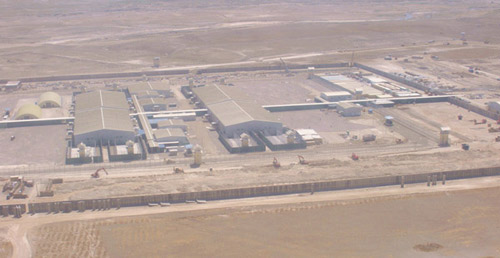
Vista aerea del centro di detenzione di Bagram

Bagram è stata la sede del campo militare statunitense Bagram Airfield, centro della maggioranza dell'attività aerea USA in Afghanistan. Nei pressi della base aerea di Bagram è situato anche un centro di detenzione, il Parwan Detention Facility, l'ultima prigione sotto controllo statunitense in Afganistan prima della sua restituzione al governo afgano il 25 marzo 2013
. 
Questa prigione è stato al centro di forti polemiche per l'accusa di abusi fisici di ogni tipo, torture ed omicidio di carcerati

.
Il 1 luglio 2021 l'esercito statunitense ha abbandonato la base aerea, restituendola al governo afgano dopo 20 anni.